# NGC 2648
NGC 2648 je galaksija u zviježđu Raku.

## Vanjske poveznice
- SEDS: NGC 2648